# سیارک ۳۲۷۸
سیارک ۳۲۷۸ (به انگلیسی: 3278 Behounek، نامگذاری:1984BT) سه هزار و دویست و هفتاد و هشتمین سیارک کشف شده‌است که در ۲۷ ژانویه ۱۹۸۴ کشف شد.
قدر مطلق سیارک برابر ۱۱٫۱۰ است.